# Heinrich von Borstel
Heinrich von Borstel (* 9. Januar 1936 in Wischhafen, Landkreis Stade) ist ein deutscher Politiker (SPD) und ehemaliger Abgeordneter des Niedersächsischen Landtages.
Von Borstel absolvierte nach seinem Volksschulbesuch in Wischhafen und dem Besuch der Realschule in Freiburg/Elbe eine Lehre als Bankkaufmann. Direkt im Anschluss machte er eine weitere Ausbildung in einem steuerberatenden Beruf. Seit dem Jahr 1961 war er zunächst als Steuerbevollmächtigter und seit dem Jahr 1974 auch als Steuerberater tätig. 
Von Borstel ist bereits seit 1955 Mitglied der SPD. Er war stellvertretender Vorsitzender des SPD-Ortsvereins in Nord-Kehdingen und belegte seit 1976 das Amt des Vorsitzenden der Arbeitsgemeinschaft Selbständiger (AGS) der SPD im Bezirk Nord-Niedersachsen. Er war stellvertretendes Mitglied des Verwaltungsrates der Kreissparkasse in seiner Heimat Stade. Als Mitglied des Aufsichtsrates war er der Abfallverwertungs-GmbH in Stade tätig und wurde Vorsitzender des Reichsbundes der Kriegsopfer, Behinderten, Sozialrentner und Hinterbliebenen e.V. in der Ortsgruppe Wischhafen. Bereits seit 1964 war von Borstel Ratsherr und wurde im Jahr 1991 Bürgermeister der Gemeinde Wischhafen. In der Samtgemeinde Nord-Kehdingen war er SPD-Fraktionsvorsitzender und Ratsherr der Samtgemeinde. Seit 1971 war er Kreistagsabgeordneter des Landkreises Stade, und hier Vorsitzender des Sportausschusses sowie finanzpolitischer Sprecher seiner Partei. 
Dem Niedersächsischen Landtag gehörte er in der 12. Wahlperiode vom 21. Juni 1990 bis 20. Juni 1994 an.
Am 30. März 2012 wurde von Borstel das Bundesverdienstkreuz am Bande verliehen und gleichzeitig zum Ehrenbürger von Wischhafen ernannt.

## Quelle
- Barbara Simon: Abgeordnete in Niedersachsen 1946–1994. Biographisches Handbuch. Hrsg. vom Präsidenten des Niedersächsischen Landtages. Niedersächsischer Landtag, Hannover 1996, S. 46.